# Zagrebačka škola crtanog filma
Zagrebačka škola crtanog filma, poznata i kao Zagrebački krug crtanog filma, estetski je pojam za školu animacije koja donosi estetski avangardni iskorak novog naraštaja zaljubljenika u pokrenuti crtež s novom koncepcijom animiranog filma polovicom pedesetih godina. Sedamnaest autora u zajedničkom htijenju stvaraju različita animirana djela, ali u njima prepoznajemo novi estetski koncept u animiranom filmu. U jedinoj cjelovitoj knjizi o ovoj Školi, Z is for Zagreb, filmski kritičar Ronald Holloway ovo prvo razdoblje, kao i niz drugih filmskih kritičara i povjesničara, naziva "zlatnim razdobljem" Zagrebačke škole crtanog filma. Predstavljaju ga autori: Nikola Kostelac, ↓1 Vatroslav Mimica, Dušan Vukotić i Vladimir Kristl i obuhvaćaju razdoblje od 1957. do 1962. godine.
Prvi veliki uspjeh Zagrebačke škole crtanog filma jest Grand Prix u Veneciji za crtani film Samac Vatroslava Mimice, a "zlatno razdoblje" zaključuje Oscar za film Surogat Dušana Vukotića iz 1962. godine. Članovi škole snimili su preko 400 naslova koji su i nagrađeni s više od 400 nagrada širom svijeta.[nedostaje izvor]

## Povijest

### 1922. – 1945.
Tradicija animiranog filma u Hrvatskoj počinje od Sergija Tagatza daleke 1922. godine (dvije kratke animirane reklame) da bi se nastavilo u Školi narodnog zdravlja (snimatelj Stanislaw Novoryta, dramaturg i redatelj Milan Marjanović, slikari Petar Papp i Vilko Šeferov) s filmovima "Ivin zub", "Macin nos", 1928. godine i "Martin u nebo" 1929. godine. Za ovaj medij zanimali su se i mnogi pioniri hrvatskog filma Viktor Rybak, Oktavijan Miletić i Kamilo Tompa.

### 1945. – 1954.
Nakon 1945. godine braća Neugebauer (Walter  ↓2 i Norbert ↓3) uspješno snimaju prve filmove ("Svi na izbore", 1945.) i usmjeravaju rad na animiranom filmu prema diznijevskom konecptu. Animirani, crtani filmovi nastali u toj maniri u tematskom pogledu donose inovacije koje inače ne možemo naći u drugim školama animacije u svijetu. To je prije svega satira (Veliki miting, 1951., Kako se rodio Kićo, 1951., Začarani dvorac u Dudincima, 1952. i Gool 1952.) pod utjecajem Fadila Hadžića, ↓4 vrsnog komediografa, zaslužne ličnosti za niz kulturnih projekata u hrvatskoj kulturi, tada urednika satiričkog lista Kerempuh koji njeguje kartikaturu i političku satiru. U tom listu surađuju Ismet Voljevica, Dušan Vukotić, Vladimir Delač, Borivoj Dovniković, Oto Reisinger i dr., buduća jezgra autora i suradnika za nastavak rada na crtanom filmu.

### 1954. – 1964.
Ključna je 1954. – 1955. godina kad Nikola Kostelac i Dušan Vukotić ↓5 rade 13 kratkih promidžbenih animiranih filmova u kojima je kako će reći Dušan Vukotić radi nedostatka novca, uporaba minimalnog broja folija, stvorila nova koncepcija reducirane animacije, koja definitivno raskida s koncepcijom diznijevske "pune animacije, punog prostora i punog pokreta", uvodi plošnost, dvodimenzionalnost i geometričnost likova. Odatle i jednostavnost u pokretanju likova, eliptičnost u animacijskom koncipiranju kadra, sekvence, jednostavna i efektna dramaturška rješenja. Umjesto klasične i opisne animacije stvara se novi originalni koncept. Dušan Vukotić o nastanku reklamnih animiranih filmova kasnije kaže da su pri njihovom koncipiranju podvrgnuti detaljnoj analizi i scenarij, crtež, scenografija, zvučna kulisa i montažni ritam. Grafički pojednostavljene i reducirane forme crteža i likova, donijele su i drukčiji sitilizirani pokret. Likovi se oslobađaju realnog pokreta koji istodobno nosi i duže trajanje i usporava ritam filma. Kretanje tako plošno koncipiranih likova postaje izražajnije.
Prvi animirani filmovi rađeni klasičnim načinom animacije sadržavali su od 12.000-15.000 crteža, a primjenom novog koncepta reducirane animacije smanjen je broj crteža na 4.000-5.000 crteža, a pri tome crtani film nije izgubio na svom vizualnom bogatstvu i atraktivnosti. Smanjeni broj ekstrema, shematizirani likovi traže izvrsno poznavanje animacije. Do punog izražaja dolazi i drukčija uporaba glazbe - odatle put k sintetskoj glazbi, drukčijoj uporabi šumova, zvučnih efekata, koji više ne prate realno kretanje, te i sami postaju dio sadržaja ili kontrapunkt filmskoj slici.
Umjesto verbalnog elementa u animirani film unesena su grafička rješenja što će kasnije eksplicirati u svojim antologijskim djelima na visokoj esteskoj razini Vatroslav Mimica, Dušan Vukotić i Vladimir Kristl. Sam lik oslobođen forme može se razvijati i razvijati asocijacije koje nas mogu dovesti do simbola i znaka (Don Kihot, Vladimir Kristl, 1961.).
Zagrebačku školu crtanog filma nemoguće je promatrati i prosuđivati odvojeno od događanja u likovnim umjetnostima (EXAT, Nove tendencije) ili zbivanja na području istraživanja zvuka (Ivo Malec, Milko Kelemen i osobito Međunarodni festival suvremene glazbe - Zagrebački biennale suvremene glazbe koji sustavno od početka šezdesetih godina upoznaje našu sredinu s novim stremljenjima u svjetskoj glazbi).
Djelatnost članova EXAT-a odvija se u ranim pedesetim (objava Manifesta 1951. godine, a izložba četvorice slikara početkom 1953. godine). To je raskid s dotadašnjom dominacijom socijalističkog realizma. EXAT djeluje u razdoblju 1950. – 1956., a Nove tendencije između 1961. do 1973. godine. Iako je riječ o dva zasebna fenomena iz današnje perspektive doživljavamo ih kao cjelinu bez obzira na speficičnosti i razlike. U EXAT-u sudjeluju B. Bernardi, Z. Bregovac, V. Kristl, I. Picelj, B. Rašica, V. Richter, A. Srnec, koji su (kao i Zagrebačka škola crtanog filma) činili “skup pojedinaca različitih sklonosti prije nego programsko vjerovanje istomišljenika” (Jerko Denegri EXAT 51, Nove tendencije, Zagreb 2000). Danas je očito da slikarstvo pripadnika EXAT-a nije stilski jedinstveno i ne odvija se samo u području geometrijske apstrakcije. Vladimir Kristl najspektakularniji je i najnepredvidljiviji autor što će pokazati i u svojim animiranim filmovima (osobito u filmu Šagrenska koža iz 1960. godine). Srnec je raznovrstan, Picelj odan načelima konstrukcijskog mišljenja.
Za daljnji razvitak Zagrebačke škole crtanog filma vrlo je važna 1957. godina kada nastaju djela. Ipak se kreće (Dragutin Vunak), Cowboy Jimmy i Čarobni zvuci (Dušan Vukotić), Strašilo (Vatroslav Mimica), Susret u snu, Premijera i Na livadi (Nikola Kostelac).
Ova dva filma Nikole Kostelca po svojoj čistoći izvedbe, likovnoj ekspresivnosti i složenosti tematskih struktura stoje uz bok Vukotićevih i Mimičinih filmova.
1958. godina obilježena je snimanjem trinaest novih crtanih filmova, a te godine ugledni francuski povjesničar filmske umjetnosti Georges Sadoul i filmski kritičar Andre Martin utemeljuju novi pojam u svjetskom animiranom filmu ‘Zagrebačka škola crtanog filma’i to nakon predstavljanja filmova na festivalima u Cannesu (1958.) i Toursu (1959). U Cannesu je prikazano sedam animiranih filmova: Cowboy Jimmy, Čarobni zvuci, Abra kadabra Dušana Vukotića, Strašilo i Samac Vatroslava Mimice i Premijera i Na livadi Nikole Kostelca. Najveći eksperimentator na području animiranog filma, kanadski redatelj Norman McLaren nazočan na toj čuvenoj projekciji rekao je kratko”oni otkrivaju nešto novo i veliko.”
Animirani film Samac originalan po svojoj ideji i likovnoj realizaciji (1958.) pokazuje interes svestranog redatelja Vatroslava Mimice ↓6 za univerzalne i egzistencijalne probleme suvremenog čovjeka sukobljenog sa supercivilizacijskim dostignućima, koja prijete uništenju temeljnih ljudskih vrijednosti, intimnog svijeta, ljubavi, želja i snova. Duboko humana tema usamljenosti, nazočna i u animiranom filmu Mala kronika (1962.). Plošno koncipirane figure kreću se u otuđenom svijetu stalno pokrenutih ploha predstavljajući simbole u mehaniziranoj civilizaciji. Na likovno dosljedan način pred nama je razdrobljeni svijet, dehumaniziran i usamljene ljudske jedinke.
Svoje dalje istraživanje Vatroslav Mimica nastavlja u antologijskom djelu Inspektor se vratio kući (1959.) gdje tehnikom kolaža gradi scenografiju dijelovima stakla, kartona, isječcima fotografija koji zamjenjuju realni prostor kuća, ulica, vrata, prozora, interijera. Na taj način Mimica uništava logiku prostora i omogućuje da lik inspektora konicipiran da se pokreće kao kukac-robot čas nestaje čas se pojavljuje u neočekivanom obliku podvlačeći se pod debele naslage kolažnih dehumaniziranih elemenata neprepoznatljivih oblika. Tako autor stvara  ‘suspence’. Pred nama je groteskni morbidni svijet s čudesnom sintezom krhotina, fragmenata i poetična, nostalgična melodija (Mo-no-to-ny) kao leitmotiv, koji zajedno stvaraju jednu od najljepših sekvenci u modernoj animaciji.
Vatroslav Mimica anticipira pop-art, primjerice u animiranom kolaž filmu Mala kronika gdje dijelovi strojeva, mehanizama (zupčanici, opruge,  lima, metalni dijelovi) stvaraju prostor u kojem slijepac i pas pokušavaju preživjeti. Neuspješno. Zagušuje ih taj bešćutni svijet otpadaka i na kraju ostaje stvarna krvava mrlja.
Originalni filmski stvaralac Dušan Vukotić zaslužuje da posebno koncentriramo svoju pažnju na dva njegova filma Koncert za mašinsku pušku (1958.) i Surogat (1961.). U parodiranju kriminalističke teme u filmu Koncert za mašinsku pušku, kretanje likova svedenih na pojednostavljene karikature, dvodimenzionalni dijelovi scenografije, linearna kretanja likova (na čemu autor gradi i neočekivane obrate i iracionalne gegove kao što je kretanje gangstera po liniji ispaljenih metaka), zajedno sa scenografskim rješenjima grada stvaraju bogatu i dinamičku vizualnu strukturu koja zapanjuje vizualnom originalnošću.
Proslavljeni animirani film Surogat vrhunac je Vukotićeva koncepta animiranog filma. Dušan Vukotić se oslobađa svih suvišnih elemenata i maksimalno reducira scenografiju. Vješto odabrana tema uz obilje neočekivanih gegova, originalno koncipirana figura glavnog lika koja daje velike mogućnosti za psihološku dogradnju, duhovite obrate, čini ovaj animirani film savršenim i do kraja osmišljenim modelom reducirane animacije koji je u cijelosti ostvaren u plošno koncipiranom modelu animacije.
Osebujna figura Zagrebačke škole crtanog filma jest slikar, eksperimentator i autor animiranih filmova Vladimir Kristl. Sa samo dva crtana filma bitno je označio Zagrebačku školu crtanog filma i možda prerano zacrtao gornju granicu jednog koncepta preko koje se više nije moglo ići. Krajnja redukcija, prelazak iz svijeta simbola u svijet značenjskog, granica je i koncept na koji nitko u Školi nije nastavio graditi animirane filmove jer se smatrao preradikalnim.
Svi koji su poznavali Vladimira Kristla znali su da je on prije svega nepredvidiv autor. Aktivni sudionik, uz Picelja, najprivrženiji egzatovskom razdoblju iz pedesetih godina, slikao je u duhu geometrijske apstrakcije. Promišljajući njegov dalji razvitak i istraživanja u slikarskom opusu, radu na animiranom filmu, pjesničkom opusu, postavlja se pitanje kako je ovaj umjetnik usamljenik i protivnik svih ‘pravila,’ sklon anarhičnom djelovanju u umjetnosti pristao biti dijelom jedne kreativne grupe. Otkuda te racionalne i stroge forme, opredjeljenje za geometrijsku strukturu. Sam Manifest (iz 1951.) koji govori o sintezi svih likovnih umjetnosti, o potiranju granica između čiste i primijenjene umjetnosti, nije bio razlog da ga i potpiše, iako se vjerojatno s njim slagao. Tu vjerojatno vrijedi jedino logika - protiv svih.
Njegove šture ogoljene slike u potpunoj su suprotnosti s raskošnim vizualnim rješenjima u njegovu antologijskom animiranom filmu Šagrenska koža iz 1960. godine. Film karakterizira stalna izmjena slikarskih tehnika, gusti tamni teški namazi uljene boje, secesijski crtež, stilizirane voluminozne figure, suprotstavljenost i kontrasnost svijetlih i tamnih površina, začudna sekvenca infernalnog nadrealizma, igra numeričkih vrijednosti – rulet (op art), kaoleit motiv maljevičevski crveni kvadrat na bijeloj pozadini, apstraktni geometrijski znak. Stalna sukobljenost nespojivih ekstrema od impresionizma, kao i kolorističkih mrlja, secesijskog crteža i geometrijskih znakova, naznačenih grafičkih simbola pojedinih likova, daje veličanstveni sveukupni umjetnički i estetski rezultat i originalno i neponovljivo filmsko djelo. To je upravo Vladimir Kristl. Odbacivanje bilo kakvog stilskog jedinstva, potpuna prepuštenost inspiraciji i trenutačnom osjećaju.
Sljedeće djelo Vladimira Kristla koje spada u vrhunac zlatnog razdoblja Zagrebačke crtanog filma, animirani je film Don Kihot (1961.), zbog kojeg i napušta tadašnju Jugoslaviju jer mu zbog ‘nerazumljivosti’ filma ubacuju pojedine ‘objašnjavalačke’ fotografije i dodaju na kraju suredatelja. Ponižavajuće.
Svi likovi svedeni su na kvadratiće, krugove polukrugove i u pojedinim sekvencama u kojima se ti elementi gomilaju jedni na druge, izgubili su geometrijsku čistoću. S druge strane kao čisti znakovi koncipirani su Don Kihot i njegov sluga. Sve je popraćeno sintetskim zvukom, iako postoji jedna verzija filma opterećena nepodnošljivim tekstom koji smatram da nije njegova autorska verzija. Odrekao se čitljivosti oblika i prepoznatljivosti pojavnih oblika,  ukida fabulu, progresiju u iznošenju sadržaja u ime sustava znakova. Do krajnosti sažeti grafizam, s nepogrešivim osjećajem za pokret i čitav film čitamo kao znakovno pismo,  tj. kao originalni iskaz simbola i značenja. Nepredvidljivi pravci kretanja, iznenadne pojave nagomilanih struktura autor ostvaruje jedinstvo zvučnog, grafičkog i animacijskog tako da ovo djelo ostaje originalnim autorskim iskazom i istodobno novim putem u animacijskom istraživanju. U Zagrebačkoj školi crtanog filma za sada još uvijek bez nastavka.

### Polovica 1960-ih do kraja 1970-ih
Na kraju ovog kratkog napisa o fenomenu Zagrebačke škole crtanog filma bila bi nepravda ne upozoriti i na drugu fazu Zagrebačke škole crtanog filma koja traje od polovice šezdesetih do kraja sedamdesetih godina koju Ronald Holloway naziva ‘gegmeni’ uspoređujući animirana djela Borivoja Dovnikovića ↓7, Pavla Štaltera ↓8, Aleksandra Marksa ↓9, Zlatka Boureka, ↓10 Zlatka Grgića ↓11, Ante Zaninovića ↓12, Milana Blažekovića ↓13, Nedeljka Dragića, ↓14 Dragutina Vunaka, ↓15 Borisa Kolara ↓16 i dr., s nijemom američkom komedijom i njezinim junacima. Tako su Dovnikovićevi junaci bliski ostvarenjima i likovima koje su stvorili Tati, Harry Langdon i Laurel i Hardy. Junake Zlatka Grgića Holloway dovodi u odnos s komikom Bustera Keatona, a junake Nedeljka Dragića s likovima koje je u svojim brojnim kratkim komedijama stvorio Charlie Chaplin. Ostaje pitanje o kojem će svaki od nas razmisliti - koliko u tome ima istine?
Napuštanje slikarskih struktura i opredjeljenje za oživljene crteže uz bravuroznu animaciju, napuštanje velikih tema, kraći filmovi, okretanje malom čovjeku, duhovitosti, igri, iracionalnom gegu, naglašenije su nazočni i predstavljaju temeljne karakteristike ove druge podjednako značajne i u estetskom doprinosu vrijedne faze u razvitku Zagrebačke škole crtanog filma.
Pojava nove generacije autora krajem sedamdesetih godina (Joško Marušić i Krešimir Zimonić) te najnovije generacije krajem osamdesetih i početkom devedesetih godina, najavljuje drukčiju Školu koja će uz osnivanje zasebnog četverogodišnjeg studija animiranog filma na Akademiji likovne umjetnosti (1999.) godine oživjeti njezinu jedinstvenu tradiciju i vratiti je u bitne tokove svjetske animacije.

## Poznatiji radovi
Izvor: Zagreb Film
ALBUM / Album
BEĆARAC / Dancing Song
DNEVNIK / Diary
DON KIHOT / Don Quixote
I LOVE YOU TOO / I Love You Too
IDU DANI / Passing Days
INSPEKTOR SE VRATIO KUĆI / The Inspector Returned Home
IZMEĐU USANA I ČAŠE / Between Lips And Glass
IZUMITELJ CIPELA / Inventor Of Shoes
LEPTIRI / Butterflies
LUTKA SNOVA / Dream Doll
MAČKA / The Cat
MALA KRONIKA / Everyday Chronicle
MASKA CRVENE SMRTI / Mask Of The Red Death
MOŽDA DIOGEN / Perhaps Diogenes
MUHA / The Fly
NEBODER / Skyscraper
PALČIĆ / Tom Thumb
PETI / The Fifth One
PREMIJERA / Opening Night
RIBLJE OKO / Fish Eye
SATIEMANIA / Satiemania
SUROGAT / Ersatz
ŠKOLA HODANJA / Learning To Walk
VAU – VAU / Wow – Wow
ZID / The Wall
ZNATIŽELJA / Curiosity